# Mekatilili Wa Menza
Mnyazi wa Menza (Mekatilili Wa Menza) (hay Makatilili) là một nhà lãnh đạo phụ nữ Kenya, người đã lãnh đạo người Giriama trong một cuộc nổi loạn chống lại Chính quyền thuộc địa Anh và chính sách tích cực vào năm 1913 - 1914. Bà đổi tên thành Mekatilili sau khi sinh con trai đầu lòng Katil. Tiền tố 'Me' trong các ngôn ngữ Mijikenda là viết tắt của 'mẹ của'. Bà được coi là một nữ tiên tri trong số các người Giriama. Người Giriama là một nhóm nhỏ của các dân tộc Mijikenda sống ở bờ biển Kenya; họ có những nơi ở thiêng liêng được gọi là kayas, nằm trong khu vực có rừng, một trong những nơi mà Chính quyền thuộc địa Anh đã phá hủy bằng cách kích hoạt nó vào năm 1914. Đây là Kaya Fungo.

## Đầu đời
Mekatilili được sinh ra vào những năm 1860 tại Mutsara wa Tsatsu ở Bamba, huyện Kilifi. Bà là con gái duy nhất trong một gia đình có năm người con. Một trong những anh trai của bà, Mwarandu, đã bị nô lệ Ả Rập bắt giữ và không bao giờ gặp lại. Bà đã kết hôn với Dyeka tại Lango Baya.

## Cuộc nổi loạn
Quản trị viên thuộc địa Anh trong khu vực, Arthur Champion, đã tổ chức một cuộc họp công khai vào ngày 13 tháng 8 năm 1913, nơi ông đưa ra yêu cầu của mình với cộng đồng. Mekatilili phản đối yêu cầu của Champion và, trong một cuộc trao đổi sôi nổi, bà đã tát ông ta.
Mekatilili bị kích động bởi những gì bà thấy là sự xói mòn của văn hóa Giriama truyền thống. Giriama là một cộng đồng yêu nước và phụ nữ hiếm khi giữ các vị trí lãnh đạo. Tuy nhiên, Mekatilili là một góa phụ. Trong xã hội Giriama, phụ nữ được hưởng những đặc quyền nhất định, bao gồm cả việc nói trước những người lớn tuổi. Bà làm tròn sự ủng hộ cho sự nghiệp của mình chống lại người Anh do vị trí mà bà đã đạt được như một tín đồ mạnh mẽ của tôn giáo truyền thống. Trong đó, bà được bác sĩ truyền thống Wanje wa Mwadori Kola hỗ trợ. Bà đã có được một lượng lớn khán giả thông qua màn trình diễn điệu nhảy kifudu. Điệu nhảy được dành riêng cho các nghi lễ tang lễ nhưng Mekatilili đã thực hiện nó liên tục từ thị trấn này sang thị trấn khác, thu hút một lượng lớn người theo sau cô bất cứ nơi nào bà đến.
Mekatilili và Mwadori đã tổ chức một cuộc họp lớn tại Kaya Fungo nơi họ thực hiện lời thề mukushekushe giữa những người phụ nữ và Fisi giữa những người đàn ông thề sẽ không bao giờ hợp tác với người Anh dưới bất kỳ hình thức hay hình thức nào. Người Anh đã đáp trả bằng cách chiếm giữ những vùng đất rộng lớn của Giriama, đốt cháy nhà của họ và san bằng Kaya Fungo. Điều này dẫn đến cuộc nổi dậy Giriama, được biết đến với tên địa phương là kondo ya chembe.
Mekatilili bị người Anh bắt giữ vào ngày 17 tháng 10 năm 1913 và bị đày đến Mumias ở tỉnh miền Tây. Theo hồ sơ thuộc địa của Anh, năm năm sau, bà trở về quê hương nơi bà tiếp tục phản đối việc áp dụng các chính sách và pháp lệnh thuộc địa. Tuy nhiên, một số câu chuyện kể rằng Mekatilili đã trốn thoát khỏi nhà tù ở Mumias và đi bộ hơn 1.000 km trở về nhà ở Giriama.
Bà qua đời vào năm 1924, và được chôn cất tại Bungale, trong Magarini Constituency, Quận Malindi.

## đọc thêm
- Một mô tả nhiếp ảnh thời hiện đại về Mekatilili wa Menza của Rich Allela Lưu trữ ngày 9 tháng 6 năm 2019 tại Wayback Machine [4].
- Elizabeth Mugi-Ndua: Mekatilili Wa Menza: Nữ chiến binh (Ấn phẩm Sasa Sema, 2000) ISBN 9966-951-03-2
- Elizabeth Orchardson-Mazrui: Cuộc phiêu lưu của Mekatilili (Nhà xuất bản giáo dục Đông Phi, 1999) ISBN 9966-25-004-2
- "Một quan điểm lịch sử-xã hội về văn hóa nghệ thuật và vật chất của người Mijikenda ở Kenya", Luận án tiến sĩ, Trường nghiên cứu phương Đông và châu Phi, Đại học London, London, Vương quốc Anh
- 2012 Max Dashu, 2012. Mekatilili: nữ tiên tri của cuộc nổi dậy Giriama năm 1913.[5]

## liên kết ngoài
- Anh hùng Kenya
- Ấn phẩm Sasa Sema
- www.mekatilili.com